# 早來站
早來站（日语：／ Hayakita eki */?）是位於北海道勇拂郡安平町早來大町，屬於北海道旅客鐵道（JR北海道）的室蘭本線車站。
此站是舊早來町的代表車站，過去可轉乘早來軌道（後來為早來鐵道），現時則由厚真巴士的巴士路線行走該區間。

## 歷史

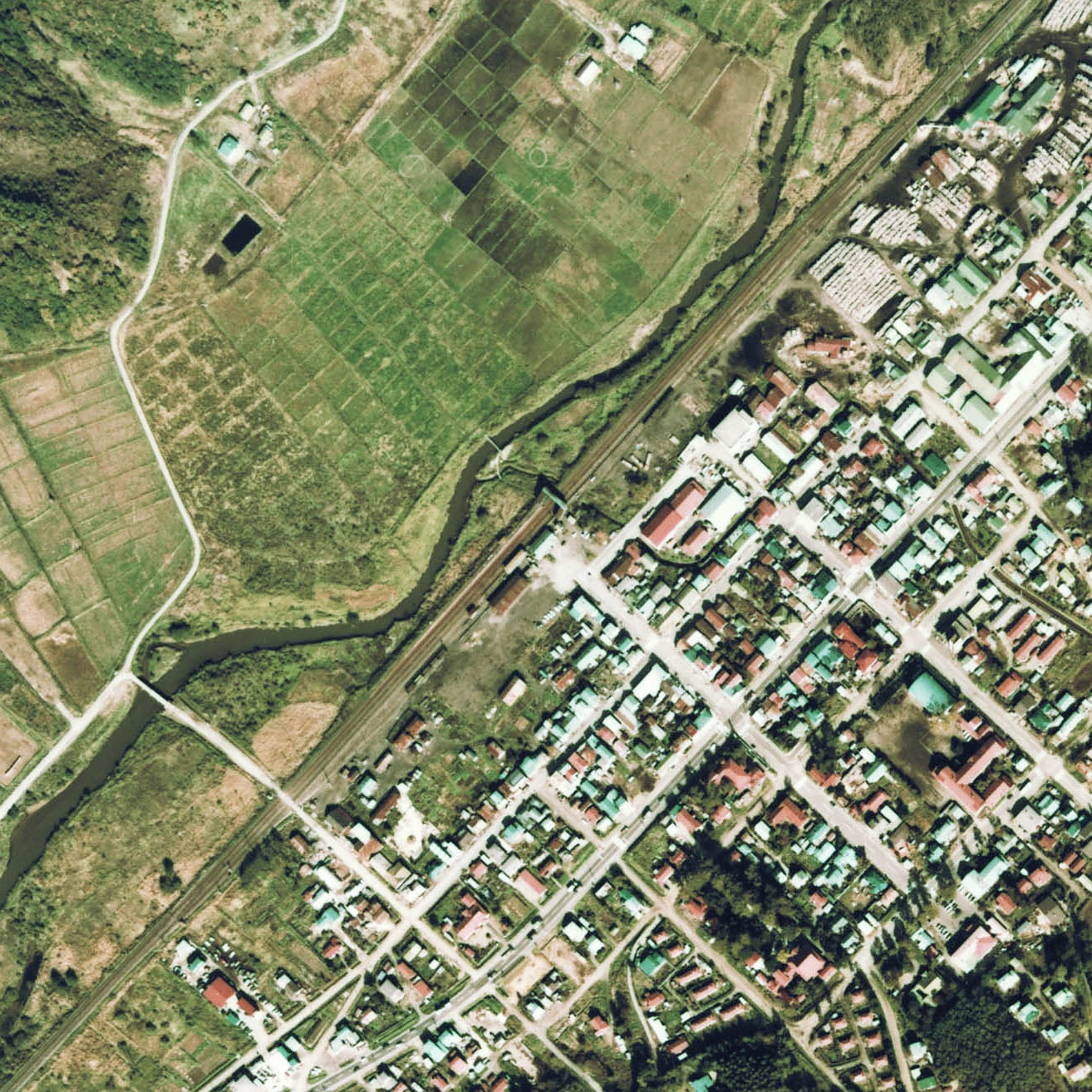
1975年早來站周邊約750米範圍。

- 1894年（明治27年）8月1日：北海道炭礦鐵道室蘭線苫小牧站至追分站之間開設此站。當初為一般車站[1]。而當初車站名稱讀法應該為[2]。
- 1904年前：車站名稱的讀法變更為[3]。
- 1904年（明治37年）12月：三井物產合名會社敷設馬車軌道用作運送木材，建設區間為土場至知決邊（厚真村字チケッペ）之間，全長4里25鏈（約7公里）[4][5]。
- 1906年（明治39年）10月1日：北海道炭礦鐵道的鐵路線被國有化（日语：鉄道国有法），成為官設鐵道車站[1]。
- 1909年（明治42年）10月12日：制定路線名稱室蘭本線。
- 1911年（明治44年）4月：車站大樓與站內進行翻新[4]。
- 1922年（大正11年）1月18日：早來軌道（後來為早來鐵道，現時為厚真巴士（日语：あつまバス））早來站至知決邊站（後來為厚真站）之間開通（後來該鐵路線延伸至幌內站）[4]。
- 1951年（昭和26年）3月27日：早來鐵道線被批准全線廢除（早來站至厚真站之間）。鐵路服務轉換為巴士[4]。
- 日期不詳[注 1]：成為業務委託車站。
- 1980年（昭和55年）5月15日：結束貨物起卸業務[1]。成為業務委託車站[6]。
- 1984年（昭和59年）
  - 2月1日：結束行李起卸業務[1]。
  - 4月1日：成為無人車站[7]（簡易委託）。
- 1987年（昭和62年）4月1日：伴隨國鐵分割民營化，車站由北海道旅客鐵道（JR北海道）營運[1]。
- 1989年（昭和63年）：現時的車站大樓竣工[8]。

## 車站構造
車站是一座地面車站，設有2面2線的相對式月台。兩月台之間設有跨線橋連接，跨線橋是コ字形設計。靠近車站大樓一方為上行1號月台，對面月台為下行2號月台。截至1993年（平成5年度）3月，1號月台靠近長萬部一方，車站大樓南邊設有缺角式月台，該處曾經設有貨物月台和貨物側線。在2號月台靠近長萬部一方設有側線。另外截至1983年（昭和58年）4月，此站設有貨運列車待避專用的中線（上下行線專用）。
此站是由追分站管理的簡易委託車站（櫃臺營業時間為8時30分至18時00分）。車站大樓位於站內東邊（岩見澤方向側為右手邊），鄰接1號月台中央部分。車站大樓在有人車站時代曾經翻新。在1989年（平成元年）翻新完成後附上「道之驛」的名稱。車站旁邊設有「安平町物產館」與「町民親睦廣場」。車站大樓內設有廁所。

### 月台
| 月台 | 路線      | 上下行 | 方向             |
| ---- | --------- | ------ | ---------------- |
| 1    | ■室蘭本線 | 上行   | 苫小牧、糸井方向 |
| 2    | ■室蘭本線 | 下行   | 追分、岩見澤方向 |

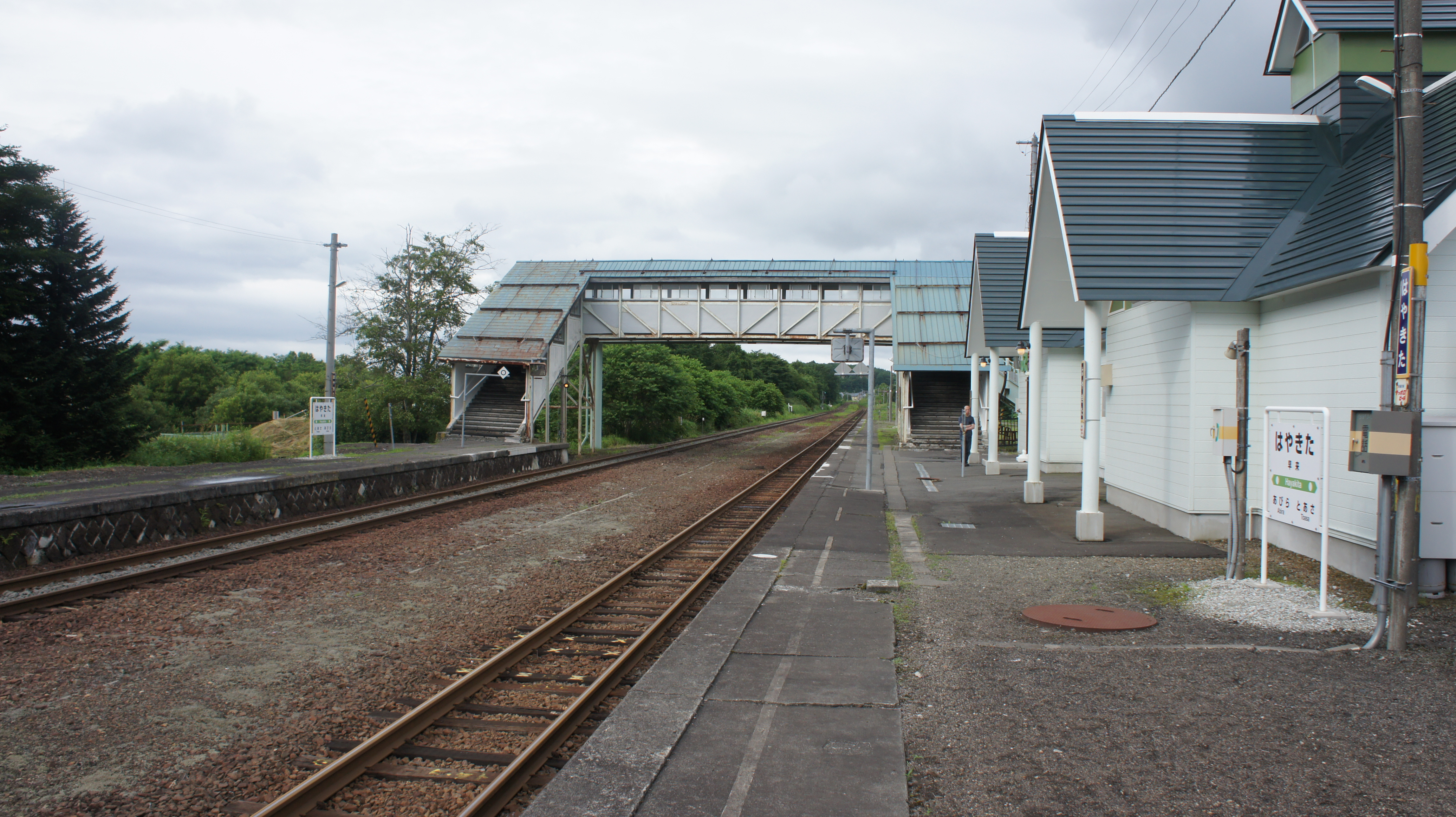
月台（2017年7月）
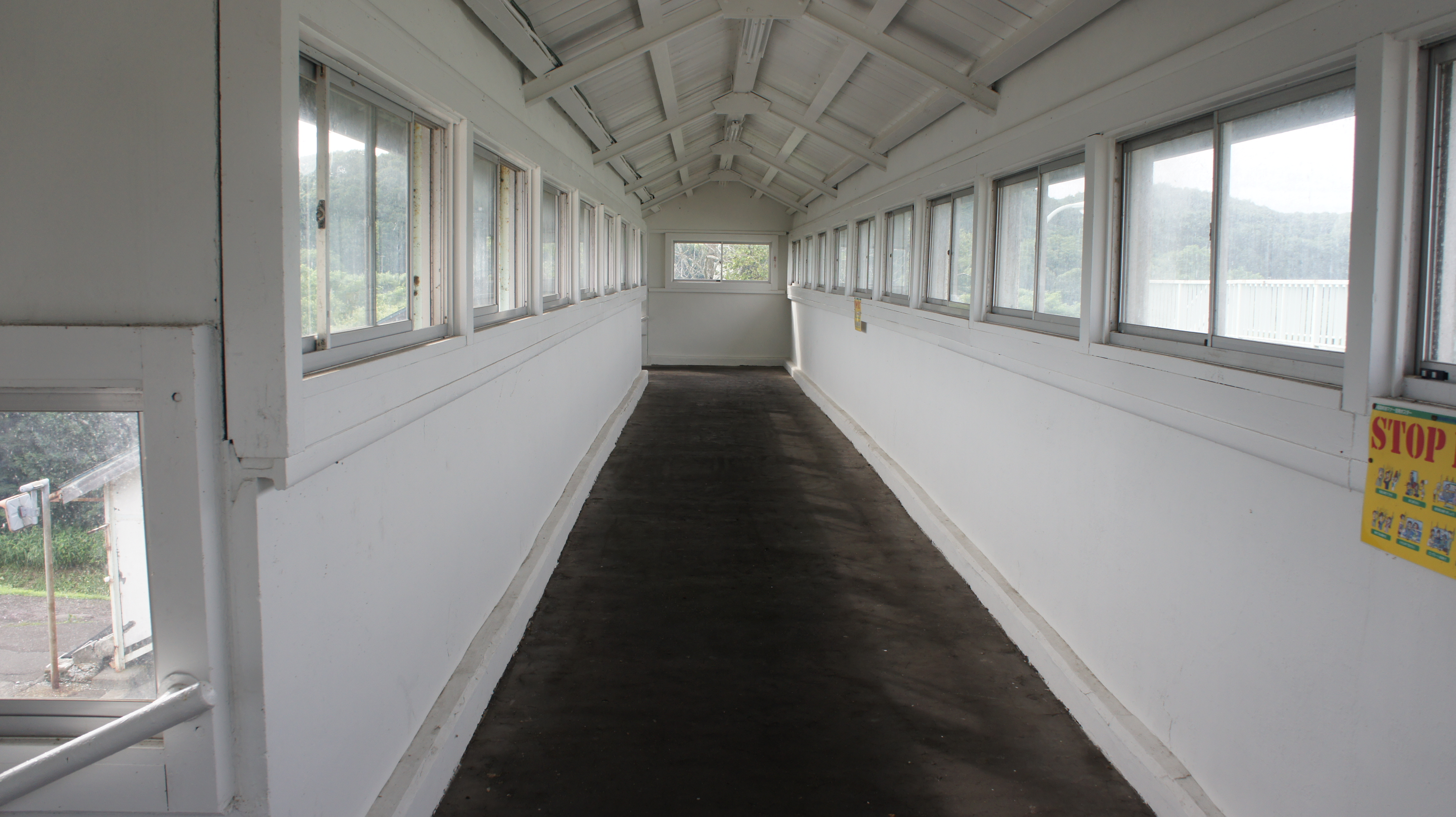
跨線橋（2017年7月）
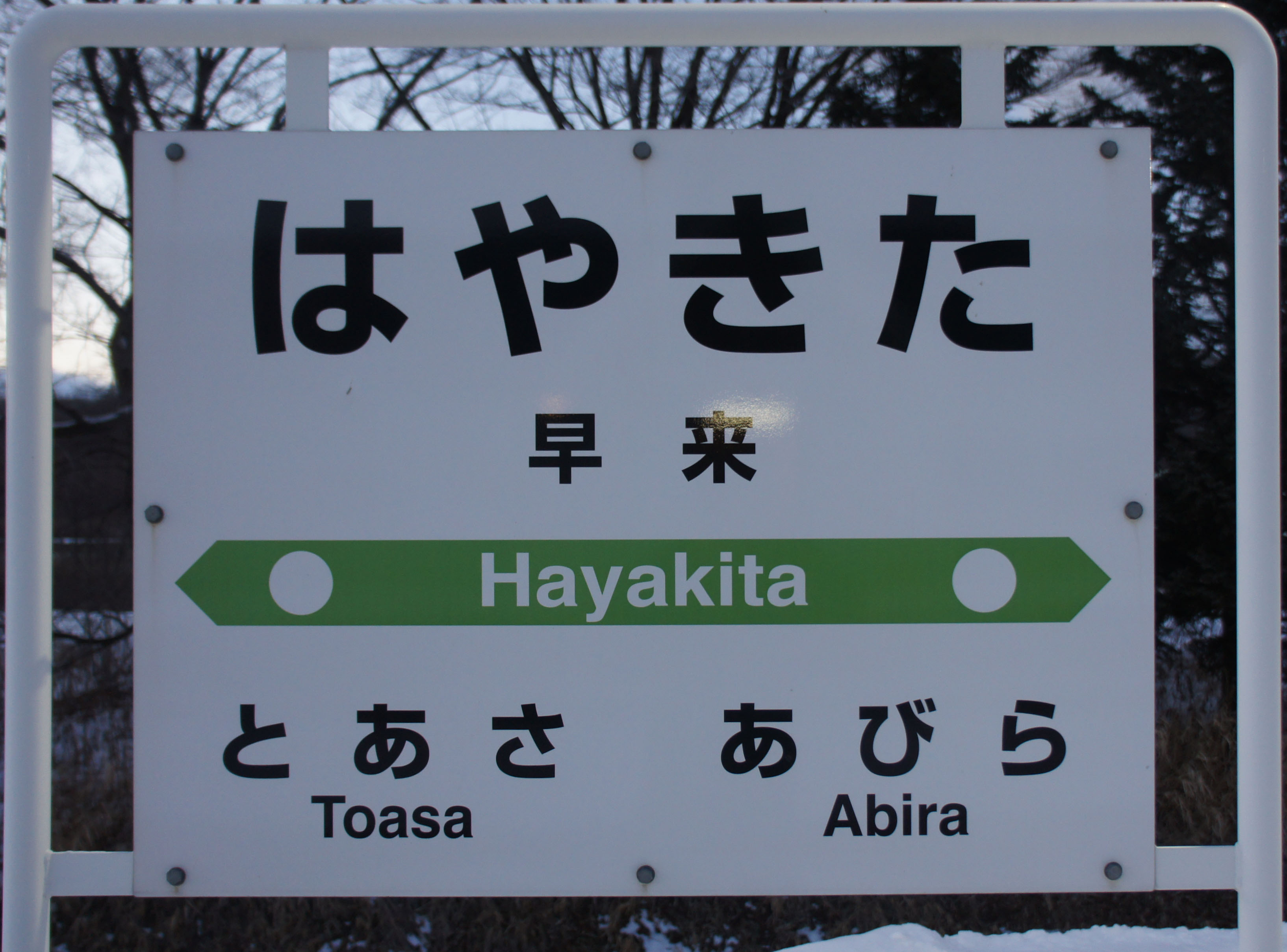
站名牌（2017年12月）

## 使用狀況
- 在1981年度（昭和56年度）的1日上下車人次為394人[10]。
- 在1992年度（平成4年度）的1日上下車人次為388人[9]。
- 在2012 - 2016年（平成24 - 28年）的乘車人次（指定平日調査）為平均143.6人[12]。
- 在2013 - 2017年（平成25 - 29年）的乘車人次（指定平日調査）為平均133.0人[13]。
- 在2014 - 2018年（平成26 - 30年）的乘車人次（指定平日調査）為平均120.0人[14]。
- 在2015 - 2019年（平成27 - 令和元年）的乘車人次（指定平日調査）為平均106.2人[15]。

## 車站周邊
舊早來町中心。在2006年（平成18年）合併後成立後的安平町，此站鄰近安平町公所。
- 國道234號
- 北海道道10號千歲鵡川線
- 安平町公所（旧・早來町公所）
- 苫小牧警署（日语：苫小牧警察署）早來駐在所
- 早來雪達摩郵局
- 北海道銀行早來分店
- 苫小牧廣域農業協同組合（日语：とまこまい広域農業協同組合）（JA苫小牧廣域）早來分所
- 安平町立早來小學
- 常盤公園
- 鶴之湯溫泉（日语：鶴の湯温泉 (北海道)）
- 社台種馬場（日语：社台スタリオンステーション）、早來
- Northern Farm
- 厚真巴士（日语：あつまバス）「早來站前」巴士站

## 相鄰車站
北海道旅客鐵道（JR北海道）
室蘭本線
遠淺－早來－安平

### 曾經存在的路線
早来鐵道
早来鐵道線（廢止）
早來－中土場

## 注腳